# Jennifer Spence

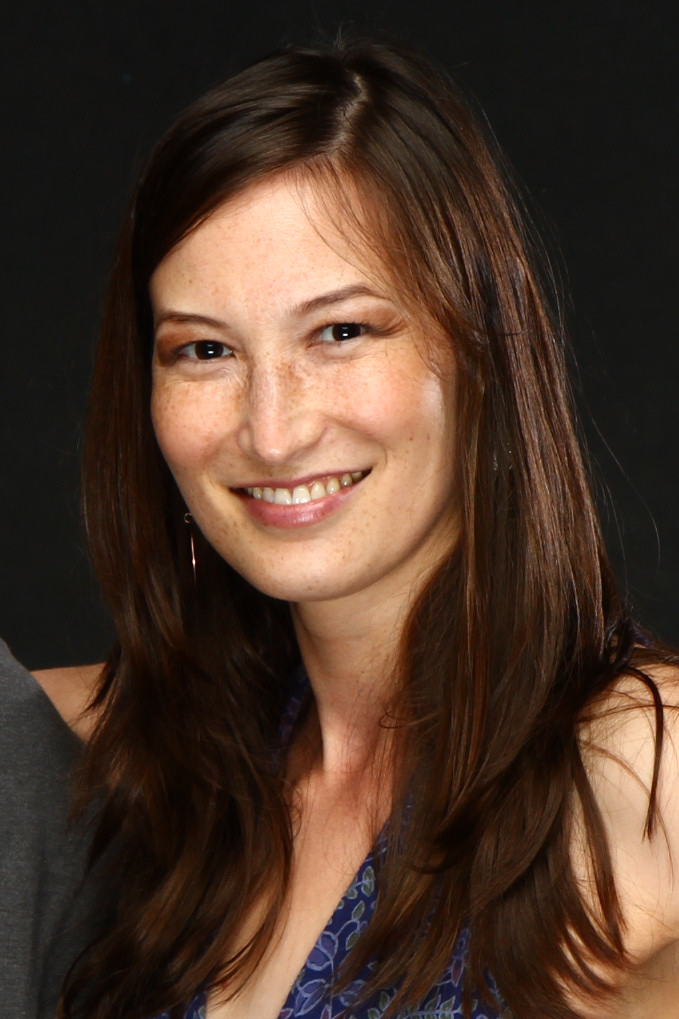
Jennifer Spence (2013)

Jennifer Spence (* 22. Januar 1977 in Toronto, Ontario) ist eine kanadische Schauspielerin.

## Leben
Spence wurde am 22. Januar 1977 in Toronto als Tochter eines Briten und einer seit der dritten Generation in Kanada lebenden japanisch-kanadischen Mutter geboren. Spence wuchs in Toronto auf und besuchte eine dortige Schule. Sie machte ihr Schauspielstudium an der National Theatre School of Canada in Montreal. Danach zog sie nach Vancouver, wo sie dann ihre Filmschauspielerkarriere begann. Seit 2011 ist sie mit dem kanadischen Schauspieler Benjamin „Ben“ Immanuel Ratner verheiratet. Das Ehepaar wohnt in Vancouver.
Nach ihrem Filmdebüt im Kurzfilm Blind Spot 1997 spielte sie von 2001 bis 2004 in der Fernsehserie Da Vinci’s Inquest mit. 2007 mimte sie in insgesamt sieben Episoden der Fernsehserie 4400 – Die Rückkehrer die Rolle der Joanna. Von 2009 bis 2011 war sie in der Rolle der Dr. Lisa Park in der Fernsehserie Stargate Universe zu sehen. Von 2012 bis 2014 spielte sie die Rolle der Betty Robertson in 30 Episoden der Fernsehserie Continuum. 2014 war sie außerdem im Katastrophenfernsehfilm Eissturm aus dem All als Alex Novak zu sehen. Sie übernahm kleine Serien- oder Episodenrollen in Tru Calling – Schicksal reloaded!, Huff – Reif für die Couch, Killer Instinct, Eureka – Die geheime Stadt, Supernatural, Alcatraz oder The Killing. Weitere größere Serienrollen übernahm sie in Van Helsing, Travelers – Die Reisenden oder You Me Her.

## Filmografie (Auswahl)
- 1997: Blind Spot (Kurzfilm)
- 2001: The Heart Department (Fernsehfilm)
- 2001–2004: Da Vinci’s Inquest (Fernsehserie, 5 Episoden)
- 2002: Weihnachtsmann wider Willen (Mr. St. Nick) (Fernsehfilm)
- 2003: The Core – Der innere Kern (The Core)
- 2004: Tru Calling – Schicksal reloaded! (Tru Calling) (Fernsehserie, Episode 1x11)
- 2004: The Truth About Miranda
- 2004: Touching Evil (Fernsehserie, Episode 1x12)
- 2004: Huff – Reif für die Couch (Huff) (Fernsehserie, Episode 1x01)
- 2005: Reunion (Fernsehserie, Episode 1x08)
- 2005–2006: Killer Instinct (Fernsehserie, 2 Episoden)
- 2006: Northern Town (Fernsehserie)
- 2006: Lieben und lassen (Catch and Release)
- 2007: A Decent Proposal (Fernsehfilm)
- 2007: Sexy, clever und über 40 (Write & Wrong) (Fernsehfilm)
- 2007: 4400 – Die Rückkehrer (The 4400) (Fernsehserie, 7 Episoden)
- 2009: Eureka – Die geheime Stadt (Eureka) (Fernsehserie, Episode 3x15)
- 2009–2011: SGU Stargate Universe Kino (Mini-Serie, 9 Episoden)
- 2009–2011: Stargate Universe (Fernsehserie, 36 Episoden)
- 2011: Exes & Ohs (Fernsehserie, 8 Episoden)
- 2012: Cyber Seduction (Fernsehfilm)
- 2012: Supernatural (Fernsehserie, Episode 7x14)
- 2012: Alcatraz (Fernsehserie, Episode 1x11)
- 2012: The Killing (Fernsehserie, Episode 2x05)
- 2012: Echoes (Kurzfilm)
- 2012–2014: Continuum (Fernsehserie, 30 Episoden)
- 2013: Down River
- 2014: Eissturm aus dem All (Christmas Icetastrophe) (Fernsehfilm)
- 2014: Mina.Minerva (Kurzfilm)
- 2015: Motive (Fernsehserie, Episode 3x04)
- 2015: The Adept (Kurzfilm)
- 2015: The Whispers (Fernsehserie, Episode 1x12)
- 2015: Detective McLean (Fernsehserie, Episode 1x04)
- 2015: Girlfriends’ Guide to Divorce (Fernsehserie, Episode 2x01)
- 2016: Trying (Kurzfilm)
- 2016: UnREAL (Fernsehserie, Episode 2x01)
- 2016: Frequency (Fernsehserie, Episode 1x01)
- 2016–2018: Van Helsing (Fernsehserie, 4 Episoden)
- 2016–2018: Travelers – Die Reisenden (Travelers) (Fernsehserie, 18 Episoden)
- 2016–2019: You Me Her (Fernsehserie, 37 Episoden)
- 2017: Wunder (Wonder)
- 2018: Beyond (Fernsehserie, 2 Episoden)
- 2018: Life Sentence (Fernsehserie, Episode 1x02)
- 2018: The Bletchley Circle: San Francisco (Fernsehserie, 7 Episoden)
- 2019: Dog Bite (Kurzfilm)
- 2019: Supernatural (Fernsehserie, Episode 15x06)
- seit 2019: Traces (Fernsehserie)
- 2020: Close Up (Fernsehfilm)
- 2021–2022: Family Law (Fernsehserie, 6 Episoden)
- 2021: Trigger Me (Fernsehserie, 4 Episoden)
- 2025: Die Thundermans: Undercover (The Thundermans: Undercover, Fernsehserie, 3 Episoden)